# فن رایانه

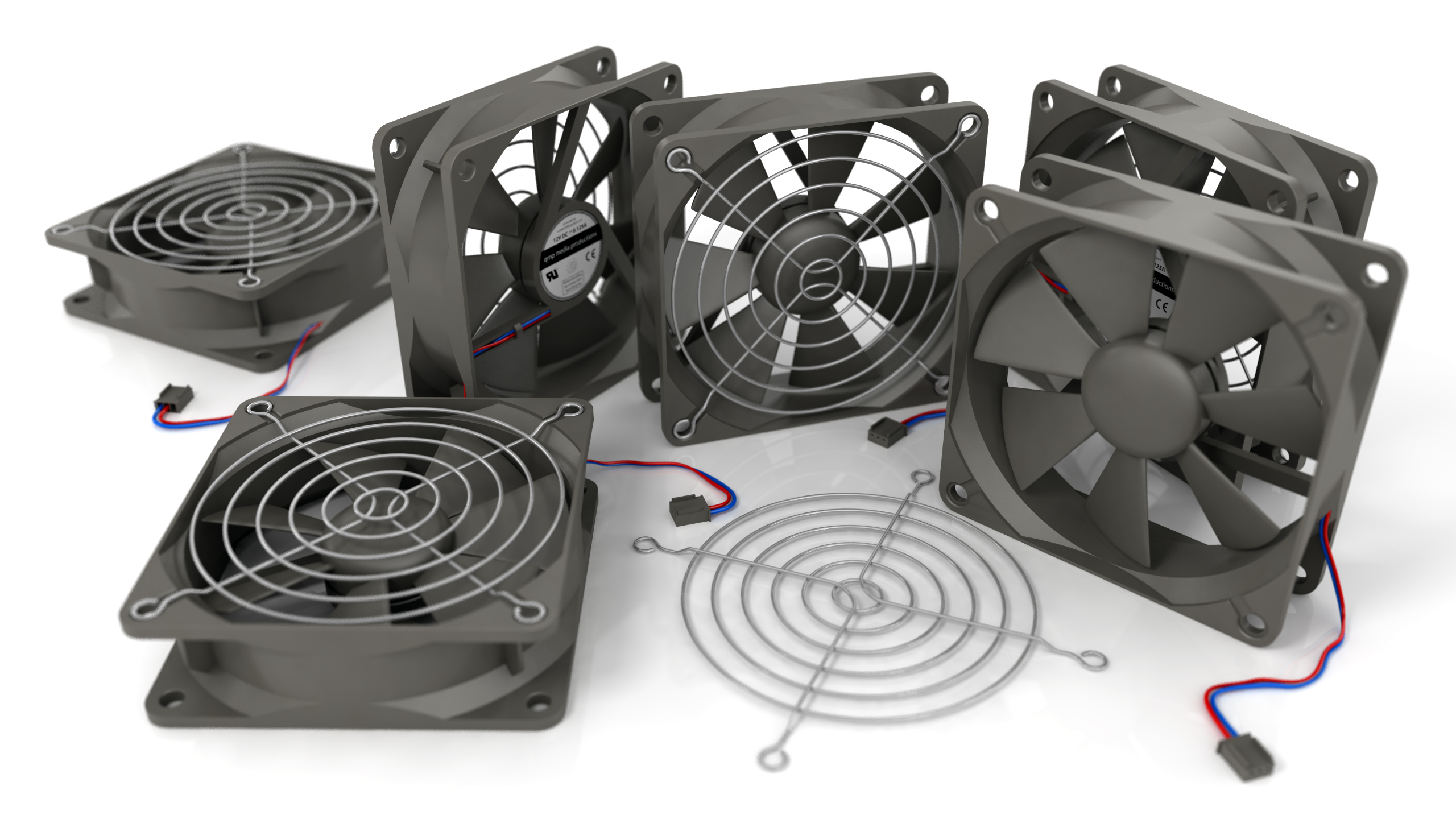
یک نمای سه بعدی از فن‌های 80 میلی متری. یک نوع خنک‌کننده که معمولاً در رایانه‌های شخصی مورد استفاده قرار می‌گیرد.(در بعضی مواقع مجموعه‌ای از این فن‌ها یا در ترکیب با سایر اندازه ها).

فن رایانه‌ (به انگلیسی: Computer fan) شامل انواع مختلف فن می‌باشد که شامل فن‌های داخل کیس رایانه‌ یا خارج از آن نصب شده و وظیفه خنک کردن سیستم با هوا را بر عهده دارد. ممکن است به عنوان واردکننده هوای خنک به داخل کیس یا خارج‌کننده هوای گرم از داخل کیس یا خنک‌کننده هیت سینک استفاده شود.

## اطلاعات کلی

### شکل

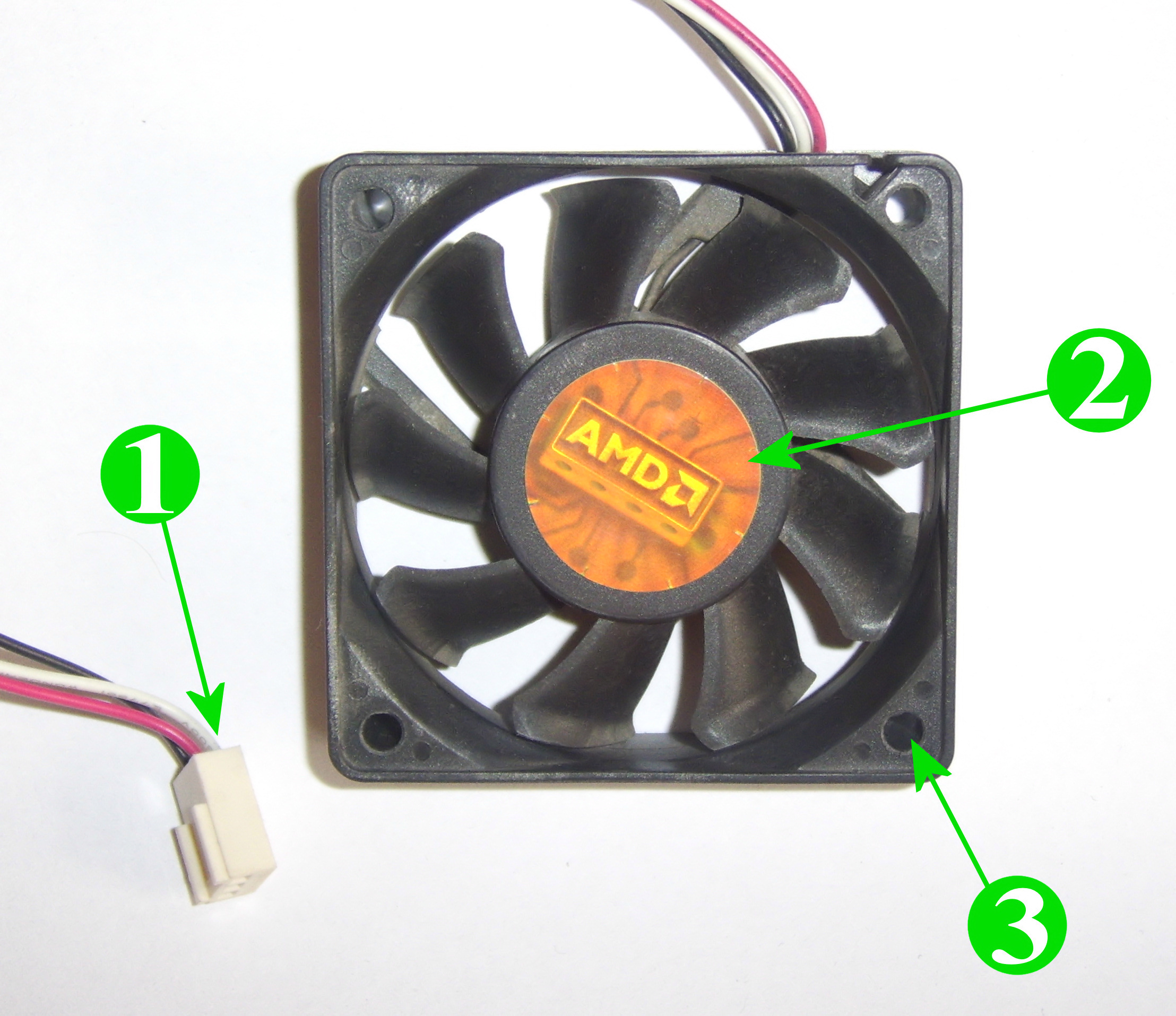
یک مینی فن ۱۲ ولت از شرکت ای‌ام‌دی:۱. کانکتور۲. موتور
۳. محل اتصال پیچ

به علت صرفه جویی در فضا، فن رایانه‌ به گونه ای طراحی شده است که موتور و پروانه فن هر دو درون فضای قاب فن قرار گرفته اند و شکل کلی فن ، یک شکل هندسی منظم با ارتفاع(ضخامت)کمتر نسبت به طول است.بیشتر اوقات،این قاب به شکل مربع است(مانند فن های عکس اول) و گاهی به صورت دایره است که سوراخ های پیچ،مانند چهار گوشه مربع ، بیرون از محیط دایره قرار دارند(مانند عکس دوم).

### ابعاد
منظور از ابعاد فن،فاصله بین دو گوشه از قاب است(ضلع مربّع) .مقدار های مختلفی دارد که از 20 میلیمتر تا 140 میلیمتر بسته به نوع استفاده و مقدار فضای موجود،متغیر است.پر کاربرد ترین و معمول ترین سایز،80 میلیمتر می باشد.

### جنس
جنس بدنه فن های رایانه‌، معمولاً از پلاستیک سخت و شکننده است.در رنگهای زیادی ساخته می شود ولی معمول ترین رنگ ، سیاه است. گاهی نیز بدنه را از پلاستیک شیشه ای شفاف می سازند وچندLEDدر قاب فن کار میگذارند تا پروانه موقع چرخش،جلوه زیباتری پیدا کند.

### نور
برخی از فن‌ها دارای لامپ های بسیار کوچک هستند که ظاهر کیس را زیبا می‌کنند.

## استفاده از یک فن خنک‌کننده

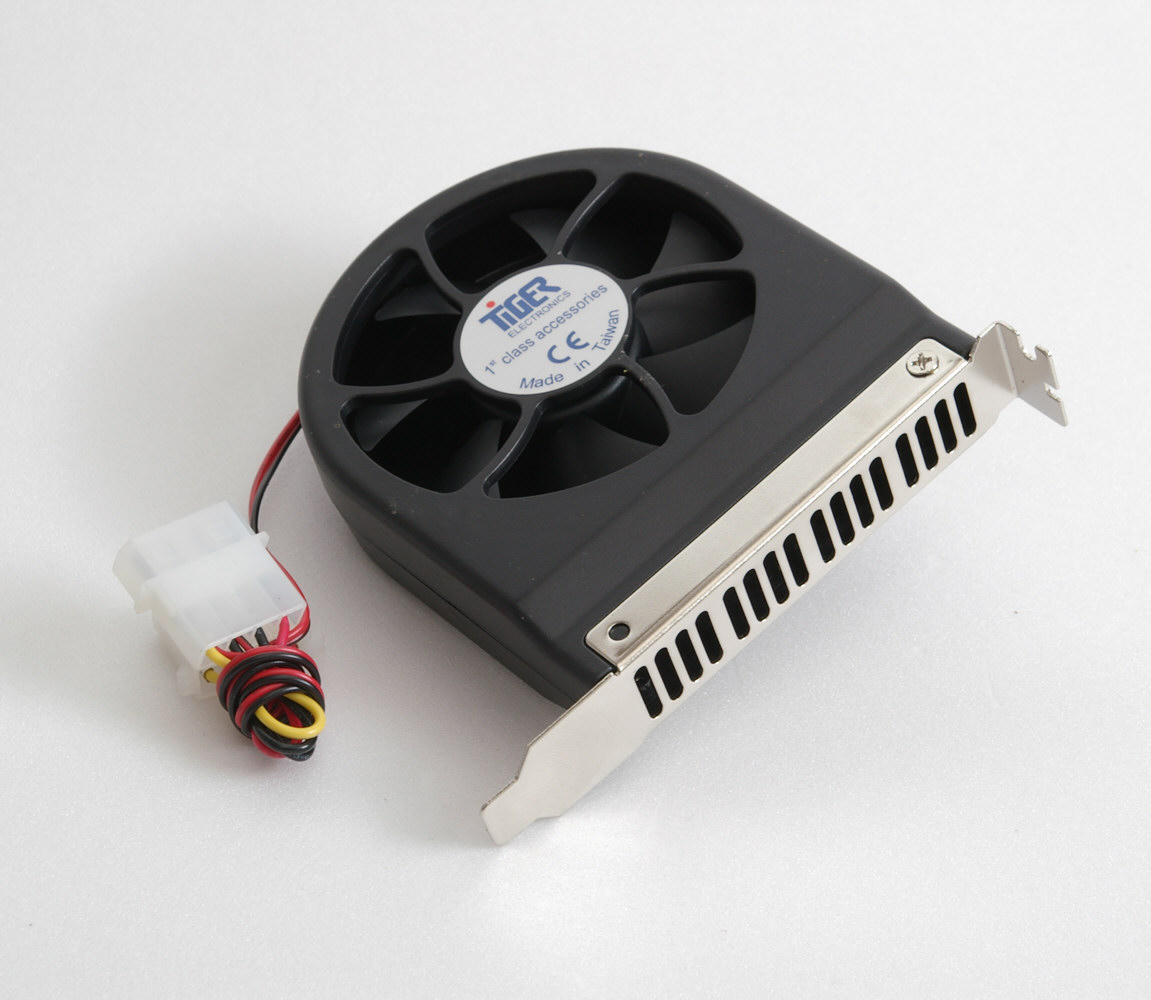
فن پردازنده لپ تاپ

پردازنده، کارت گرافیک و منبع تغذیه از خود گرما تولید می‌کنند و وظیفه فن رایانه‌ این است که تا جای ممکن دمای این قطعات را در محدوده معینی نگاه داشته تا مانع از خرابی و عدم پایداری آن‌ها در انجام کارها شود. گرمای زیاد موجب از کار افتادن یا عدم کارایی صحیح یا کاهش عمر این قطعات حساس به دما شود.

## انواع مختلف فن

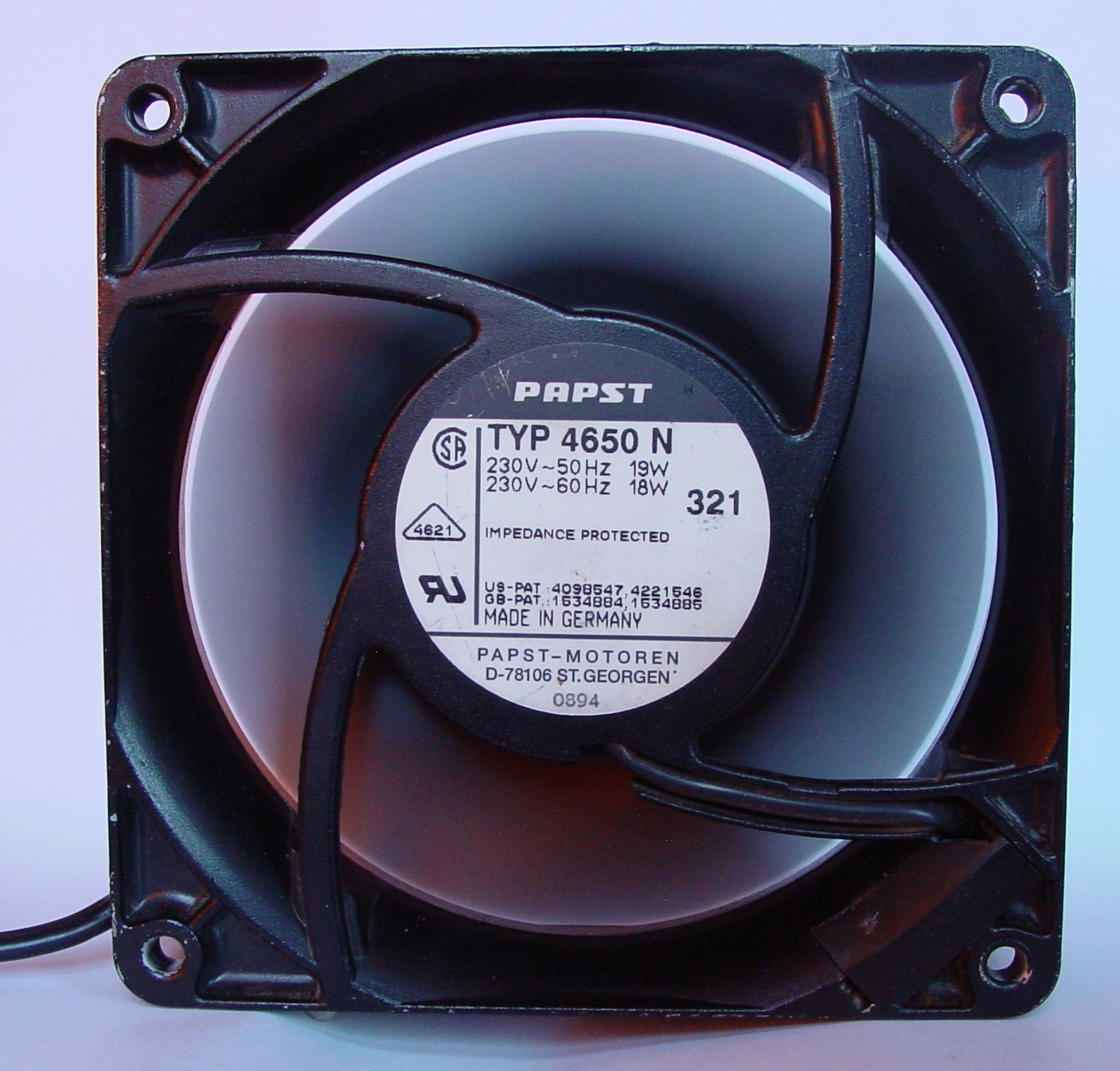
یک فن رایانه‌ 80x80x25 میلی متر با ویژگی آر‌جی‌بی

### 1ـ فن‌هایی که بر روی کیس نصب می‌شوند
این نوع فن‌ها به جهت انتقال هوای خارج از کیس به داخل آن استفاده می‌شوند. اگر هوای داخل کیس بیش از اندازه گرم باشد قطعات داخلی کیس نمی توانند خنک شوند. فن‌هایی که بر روی کیس بسته می‌شوند،هوای بیرون کیس را به داخل آن و هوای گرم داخل را به بیرون منتقل می کنند.

### 2ـ فن هایی که داخل کیس بر روی قطعات خاص نصب می شوند

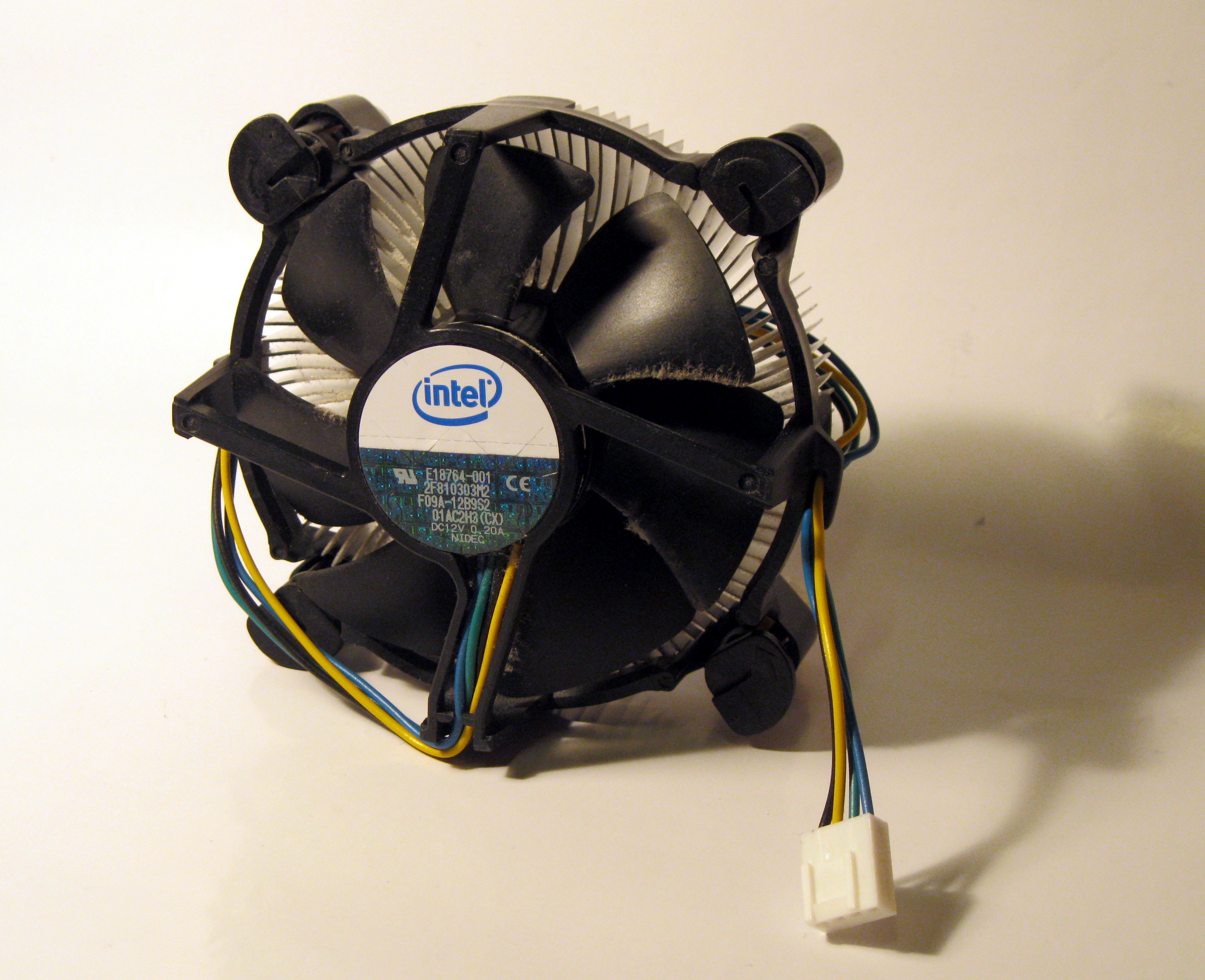
فن پردازنده کیس های میدل تاور همراه با هیت سینک

این نوع فن ها به همراه گرماگیر داخل کیس نصب  می شوند و از هوای تازه و خنکی که وارد کیس می شود،برای خنک کردن قطعات خاصی از رایانه‌ که گرمای زائد زیادی تولید می کنند (مانند CPU،کارت گرافیکی،RAM و...) استفاده می شوند.به عنوان مثال وقتی که رایانه‌ روشن باشد دمایCPU تا حدود90 درجه سلسیوس بالا می رود.پس برای عملکرد بهتر و جلوگیری از آسیب دیدن آن،نیاز به خنک کاری مداوم است.بدین منظور،یک فن با دور بالا به همراه گرماگیر برویCPU نصب می گردد تا تبادل حرارتی انجام گرفته و دمای آن در محدوده ای ایمن نگهداشته شود. 